# Batalla de Chiapa de Corzo
La Batalla del 21 de octubre de 1863, entre imperialistas y republicanos, se libró en la ciudad de Chiapa de Corzo los días 20 y 21 de octubre de 1863; esta batalla no fue un hecho de armas aislado, sino la defensa de la soberanía nacional ante la intromisión extranjera, que evitó que el sureste de México cayera en poder de los imperialistas.

## Antecedentes

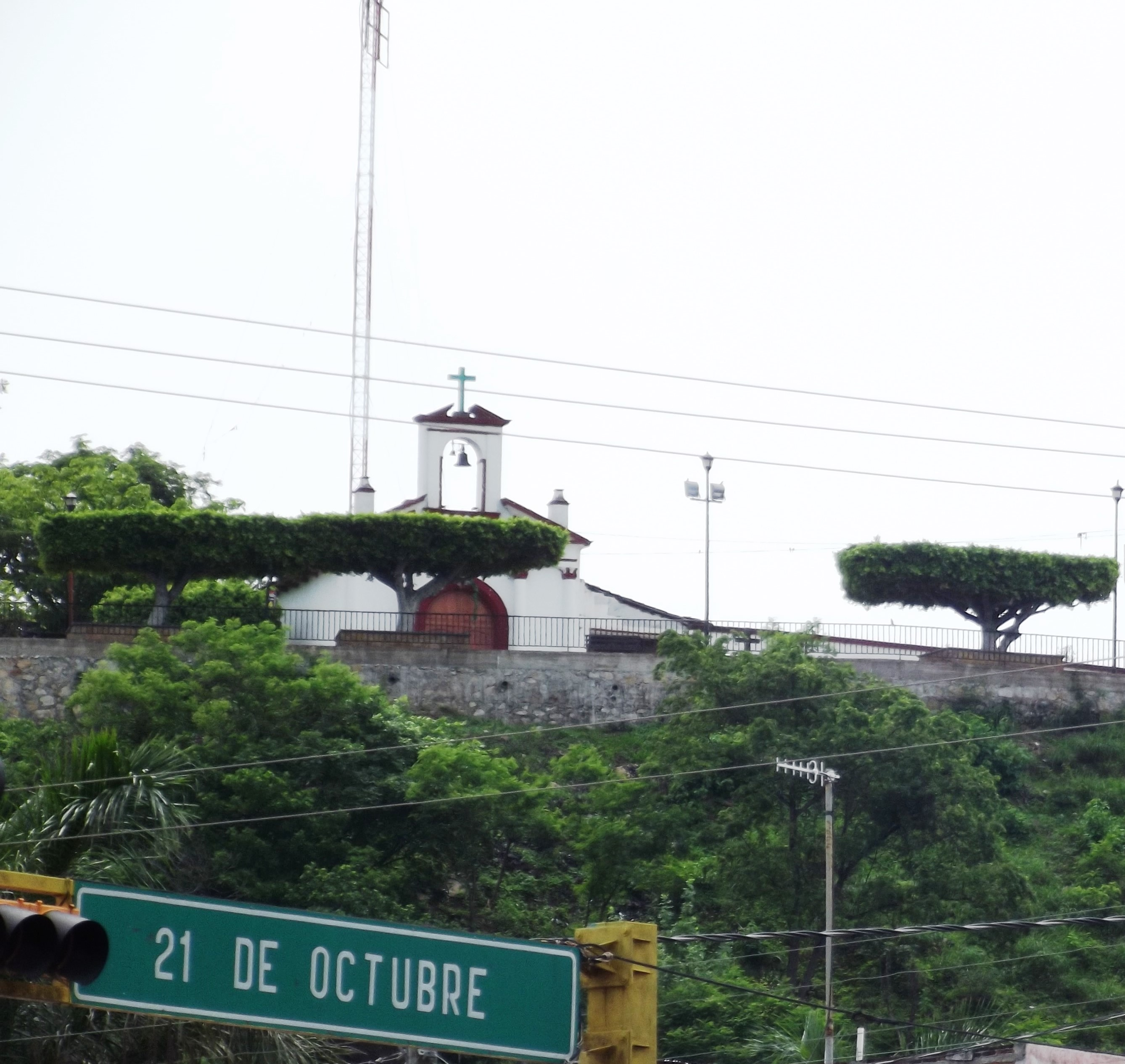
Fuerte de La Independencia.

El 5 de abril de 1863 Juan Ortega y el padre Víctor Antonio Chanona proclaman en las cumbres de Yalmús el Plan de Revolución y se levantan en armas en contra del gobierno del estado, desconocen la Constitución Federal de 1857 y la local de 1858. Ortega toma el 7 de mayo a la ciudad de San Cristóbal de Las Casas. El 14 de mayo intenta tomar la ciudad de Comitán y es derrotado por el comandante Cleofás Domínguez, —padre del senador Belisario Domínguez— y el coronel Isidoro Castellanos. Las noticias que llegaron a Chiapas sobre la derrota que sufrieron los mexicanos el 17 de mayo de 1863 en el Sitio de Puebla, envalentonaron a los partidarios de la intervención francesa y del establecimiento en Chiapas del imperio de Maximiliano, los que fueron alentados por el obispo de Chiapas y por los curas expulsados. Los conservadores se convirtieron en imperialistas y los liberales en republicanos.
 
La primera ciudad en caer en manos de los partidarios del imperialismo, encabezados por fray Víctor Antonio Chanona, fue San Cristóbal de Las Casas, entonces capital del estado. Los días 14 y 15 de agosto de 1863 se libraron fuertes combates entre republicanos e imperialistas. Los liberales perdieron la batalla por falta de parque y porque resultó herido mortalmente su comandante, el coronel Miguel Bálcazar.
El 15 de agosto los imperialistas nuevamente toman la capital del estado y con este triunfo Chiapas adopta de facto el régimen de gobierno imperial.
El 27 de agosto se crea en San Cristóbal el espurio Consejo de Gobierno Imperial, quedando como presidente el doctor fray Víctor Antonio Chanona; mientras que Juan Ortega fue reconocido como prefecto superior político y comandante de armas del Departamento de Chiapas. 
El general Ortega estuvo en San Cristóbal del 14 de agosto al 17 de octubre de 1863. El día 19 se decidió tomar la plaza de Chiapa, cuna de liberales. Juan Ortega y el cura Víctor Antonio Chanona marcharon hacia la ciudad de Chiapa al frente de mil 300 hombres. Entre las únicas poblaciones que permanecían leales a las instituciones republicanas figuraban Chiapa y Tuxtla. El 20 de octubre figuraban en Chiapa 400 patriotas malamente armados, pero listos para defender a su pueblo y a las instituciones republicanas.
El primer lugar en ser atacado fue el fuerte Zaragoza y enseguida el de la Libertad. Sin embargo, en el primero pronto se retiraron. Sólo atacaron durante toda la noche al segundo fuerte. El 21 en la mañana es brutamente atacado el fuerte Libertad, enseguida el de Zaragoza e inmediatamente después el de la Independencia. La batalla duró siete horas. A las doce del día se libró la batalla final. En el barrio de San Miguel se decidió el triunfo.
El 7 de junio de 1865, el emperador de México Maximiliano de Hadsburgo, nombra Oficial de la Orden Imperial de Guadalupe, al general Juan Ortega.

## Cronología de la Batalla
1. Cuando el general Juan Ortega, autonombrado general en jefe de las fuerzas salvadoras de Chiapas, estuvo cerca de Chiapa, envió un mensaje intimidatorio al coronel Salvador Urbina, comandante militar del Departamento de Chiapa. Le daba cinco horas para la rendición de las armas, en caso contrario tomaría la plaza a sangre y fuego. A las tres de la tarde, Urbina leyó el mensaje y lo devolvió sin respuesta. Al no recibir la respuesta que esperaba, el general Ortega ordena atacar a la Plaza de Chiapa.
2. Por su parte, el coronel Salvador Urbina, que había sido designado por el gobernador coronel José Gabriel Esquinca para organizar la defensa de la plaza de Chiapa, aprovechando las irregularidades del terreno, seleccionó tres cerritos para ubicar estratégicamente a sus fuerzas republicanas. Fueron divididas en tres fuertes, mismas que recibieron los nombres de Independencia, Libertad y Zaragoza. Urbina se quedó al frente del fuerte Independencia. A las cinco de la tarde empezaron a llegar los primeros imperialistas a Chiapa.
3. El coronel Salvador Urbina estableció su cuartel general en el Fuerte Independencia, desde ahí dirigió la batalla para defender la Independencia nacional y las instituciones democráticas.
4. A las 7:00 de la noche del día martes 20 de octubre, en el Fuerte Libertad, defendida por un grupo de 60 tuxtlecos, se dio el primer enfrentamiento bélico formal entre las fuerzas armadas de imperialistas y republicanos. La batalla duró casi toda la noche, fue una batalla pareja, sin que hubiera ventaja para ninguna de las partes. Sin embargo, al otro día, al amanecer del día miércoles 21, el enemigo atacó ferozmente a los tres fuertes. En particular se fueron en contra del Fuerte Libertad que tuvo que ser auxiliado por las fuerzas de los otros dos fuertes.
5. El tiroteo era intenso por parte de ambos bandos. Los republicanos disparaban por los tres frentes. Los imperialistas ya no podían avanzar. El asalto final para la toma de la plaza se pospuso para el día siguiente. El fuerte Libertad fue el más atacado. Tan pronto amaneció, todo el poderío de los mil 300 imperialistas se dejó sentir en el pueblo de Chiapa. El general Juan Ortega, cabecilla de las fuerzas imperialistas, incitaba a sus seguidores para que no se dieran por vencidos. Los tres fuertes seguían firmes como verdaderas columnas humanas, dispuestas a alcanzar la victoria o morir en el intento.[2]
6. Al no poder tomar los tres fuertes, el general Ortega determinó cambiar su estrategia de ataque: decidió flanquearlos por sus dos costados. Fue de esta manera como se libraron las batallas del camino de San Gabriel y el del margen derecho del río Grande de Chiapa. En un momento de descuido de los republicanos, los imperialistas llegaron a la plaza, cerca de Mandrique, fue en este lugar donde se libró la batalla definitiva, la más feroz y sangrienta entre hermanos, la de la derrota o la del triunfo.[2]
7. El coronel Salvador Urbina sudaba a chorros, con el rostro descompuesto por la ira y el coraje, al verse cerca de la derrota por la enorme cantidad de orteguistas que llegaban; redobló sus esfuerzos y a las doce del día ordenó dar el golpe final, definitivo, mandó atacar a los imperialistas hasta vencerlos o morir. Los capitanes Luis Vidal y Vicente López fueron los primeros en atacar las fuerzas imperialistas que se habían atrevido a penetrar en la plaza. La batalla era a campo raso.[3]
8. En el intento de asalto de la plaza de Chiapa murió valientemente acribillado a balazos el tabasqueño capitán Pedro Torres, comandante del batallón imperialista que tenía a su cargo la toma de la plaza y el que más se había distinguido en esta lucha por su valor y arrojo. Ante la muerte del comandante Torres y ante empuje de las fuerzas liberales, las fuerzas conservadoras fueron poco a poco retrocediendo. En su huida los orteguistas trataron de cruzar a nado el caudaloso río Grande de Chiapa, pero solo encontraron la muerte.[4]
9. En esta batalla participaron 290 chiapacorceños al mando del comandante en jefe de las fuerzas liberales coronel Salvador Urbina y del segundo en jefe el coronel Julián Grajales (Fuerte: La Independencia-San Sebastián); 10 comitecos al mando del coronel Isidoro Castellanos (Fuerte: Zaragoza-El Calvario); 40 acaltecos al mando del teniente coronel Manuel Ruiz Corzo; 60 tuxtlecos (30 de la Guardia Nacional y 30 patriotas voluntarios) al mando del coronel José Segundo Serrano (Fuerte: La Libertad-San Gregorio y de la Piedra Orcada).
10. La batalla fue entre mil 300 conservadores partidarios del Imperio en México comandados por el general Juan Ortega y el capitán Pedro Torres y 400 liberales partidarios de la República, bajo el mando del comandante en jefe coronel Salvador Urbina y del comandante segundo en jefe coronel Julián Grajales ; comandante de artillería (sólo contaban con dos cañoncitos "El Sapo" y "La Culebrina"): capitán Andrés Díaz; por la clase de capitán: Teodoro Camas; por los subtenientes: Joaquín Moreno y Manuel Blanco; por la clase de sargentos y tropa: José María Arrazate y José Gabriel Pérez.
11. El coronel Salvador Urbina, comandante en jefe del cuerpo de operaciones de la plaza de Chiapa y del Departamento de Tuxtla, rindió tres partes militares (los días 21, 22 y 24 de octubre de 1863), al C. Juan José Ramírez, secretario general de Gobierno, quien a su vez lo hizo del conocimiento del gobernador del estado coronel José Gabriel Esquinca. El primer parte fue firmado en el Fuerte de La Independencia y los demás en la ciudad de Chiapa.
12. Fue así como concluyó la memorable batalla del 21 de octubre de 1863 de la heroica ciudad de Chiapa de Corzo, en que fueron derrotados definitivamente los partidarios en Chiapas del imperio de Maximiliano de Habsburgo. Fue de esta manera como se enfrentaron, en la ciudad de Chiapa, los días martes 20 y miércoles 21 de octubre de 1863, mil 300 partidarios del Imperio en Chiapas contra 400 partidarios de las instituciones republicanas.

## Conclusiones
En esta histórica batalla, los chiapacorceños tuvieron el apoyo de sus hermanos de Comitán, Tuxtla y Acala. El tuxtleco Salvador Urbina fue el comandante en jefe de la batalla; mismo que estuvo secundado valientemente por los coroneles Julián Grajales, José Segundo Serrano, Manuel Ruiz Corzo y del comiteco Isidoro Castellanos, comandante del batallón que desmontó la pieza de artillería del enemigo; así como de los capitanes Luis Vidal y Vicente López; y en particular de don Cenobio Aguilar.
En memoria del coronel Salvador Urbina, una colonia agrícola, una escuela y una calle principal de la ciudad de Chiapa de Corzo llevan su nombre.
La gloria de esta epopeya libertaria le corresponde a don Salvador Urbina, héroe indiscutible y auténtico defensor de la libertad del pueblo de México; y, desde luego, a los hijos de la heroica ciudad de Chiapa de Corzo. En el Archivo General del Estado existe una galería histórica de esta batalla, en la que figuran todos los personajes que participaron.
Falleció de pleuresía el 11 de enero de 1878 en la ciudad de Chiapa de Corzo, siendo enterrado en el panteón municipal de Chiapa por sus dos únicos amigos: don Raymundo Henríquez y el joven Amado Escobar.
Pese haber sido el héroe de la famosa batalla del 21 de octubre de 1863, su nombre permanece olvidado: sólo en Chiapa de Corzo se le conmemora cada 21 de octubre. Por lo menos se le deberían hacer dos homenajes al año: el 6 de agosto, fecha de su nacimiento; y el 11 de enero, fecha de su fallecimiento; e inscribirse su nombre en el recinto del H. Congreso del Estado, junto a Joaquín Miguel Gutiérrez y Ángel Albino Corzo, sus compañeros de armas. 

En la batalla participaron muchas mujeres como mensajeras, pasando parque o cargando de pólvora, las "mecheras", llevando agua o sustituyendo a algún soldado que caía herido. Aún se recuerdan ciertos nombres: las hermanas Mercedes, Guillermina y Nemesia Urbina Fernández y las hermanas Bartola Molina, Juana Molina(Tía Juancha Molina) y Severa Molina; y doña Nepomucena Velázquez, conocida como "Tía Chena".

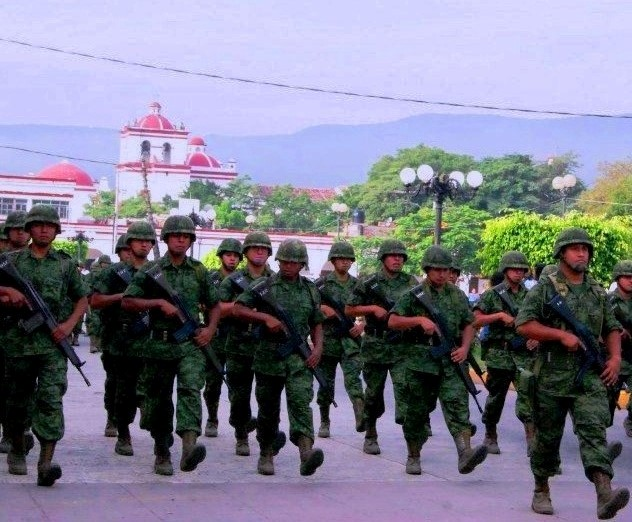
Tradicional Desfile cívico-militar del 150 aniversario de la batalla del 21 de Octubre.

Al enemigo le fueron quitados un pequeño cañón llamado "La Culebrina" y ocho cajas de parque. El padre Víctor Chanona fue gravemente herido en un brazo. Al mismo tiempo, en la batalla del camino a San Gabriel, el contraataque de los liberales fue feroz, a balazos y a machetazos fueron retenidos los imperialistas que avanzaban hacia la plaza, mismos que en un momento de pánico por la valentía de los bravos indios chiapanecas, huyeron despavoridos. Las fuerzas orteguistas estaban compuestas en su inmensa mayoría por indígenas tsotsiles y tseltales, y por cientos de campesinos sancristobalenses, que fueron obligados a luchar en contra del gobierno republicano que encabezaba en Chiapas el liberal José Gabriel Esquinca.
De acuerdo con los tres partes militares del coronel Salvador Urbina, los republicanos tuvieron sólo dos muertos y 17 heridos; mientras los imperialistas tuvieron más de 80 muertos y un número indeterminado de heridos.